# 鑰匙銀行中心
鑰匙銀行中心是一座位於紐約州水牛城的多功能室內體育館。該場地最初命名為海豐體育館，後來被命名為HSBC體育館和尼亞加拉第一中心。 

## 外部連結
- 官方网站